# Тарасій Вербицький
Тарасій Вербицький, Тимофій Вербицький, чернече ім'я Тарасій (рос. Тарасий Вербицкий, Тимофей Вербицкий, р.і м.народж. невід. — 24 лютого 1790, Київ) — церковний діяч, проповідник, у 1768—1774 роках ректор Києво-Могилянської академії.

## Життєпис
Відомостей про місце та дату народження наразі немає.
Освіту здобув у Києво-Могилянській академії. Згодом Тимофій Вербицький прийняв чернечий постриг з іменем Тарасій і залишився викладачем у Академії. Так, відомо, що 1758 року він викладав синтаксиму а Академії.
1763 року його, доти кафедрального проповідника, було призначено членом духовної консисторії.
У 1766 р. був призначений ігуменом Кирилівського монастиря.
12 серпня 1768 р. був призначений архімандритом Братського монастиря і водночас ректором Києво-Могилянської академії (1768—1774), яку очолював до 16 січня 1774 року.
Після ректорства у Академії був переведений на посаду архімандрита Антонієва монастиря Новгородської єпархії. Проте вже у липні 1774 року його було переведено до Хутинського монастиря тієї ж Новгородської єпархії на посаду архімандрита. Невдовзі, у квітні 1775 року був переведений на ігуменом до Валдайського Іверського монастиря тої ж єпархії (де служив до 14 травня 1778 р.).
1778 року повернувся до Києва на посаду архімандрита Михайлівського Золотоверхого монастиря і перебував на цій посаді до 1787 року.
Пішов на спочинок і жив у Києво-Печерській Лаврі, де й помер 1790 року.
Був автором проповідей, частково опублікованих впродовж 1773—1774 рр.